# Gentiaanplein
Het Gentiaanplein is een driehoekig plein in Amsterdam-Noord.
Het plein en bijbehorende Gentiaanstraat kregen op 22 maart 1922 hun naam, een vernoeming naar plantengeslacht Gentiaan. Het is gelegen in het zuidelijke segment in de kruising Van der Pekstraat en Johan van Hasseltweg tussen het Mosveld en de Hagedoornweg.
Het plein is gelegen in de Bloemenbuurt in de Van der Pekbuurt. Een groot deel van die buurt is volgebouwd naar ontwerp(en) van Jan Ernst van der Pek, maar die is hier niet bij betrokken geweest. Gerrit Jan Rutgers (twee zijden van driehoek) en Adolf Daniël Nicolaas van Gendt hadden het stokje van hem overgenomen. Zij namen toch een deel van Van der Peks ontwerpen over. Hier dus ook portiekwoningen annex arbeiderswoningen bestaande uit twee bouwlagen en een zolder onder de kap. Het laatste deel dat afgebouwd werd (van Gendt) laat een overgang zien vanuit de zuidelijke Bloemenbuurt. Van Gendt gebruikte de combinatie roodbruin baksteen, mosterdgele markeringen in houtwerk, gecombineerd met groenen bekledingen en deuren. Rutgers liet dat allemaal achterwege. Anders dan elders in de wijk waar woningen zijn gecategoriseerd in orde 2 (bijna monument), is de bebouwing rondom het gehele plein ingedeeld in orde 3 (liefst behouden).
Op het plein staat een veel moderner maar onbestemd gebouwtje, vermoedelijk voor nuts-diensten. De enige uiting van kunst in de open ruimte is een mozaïektafel.

## Afbeeldingen

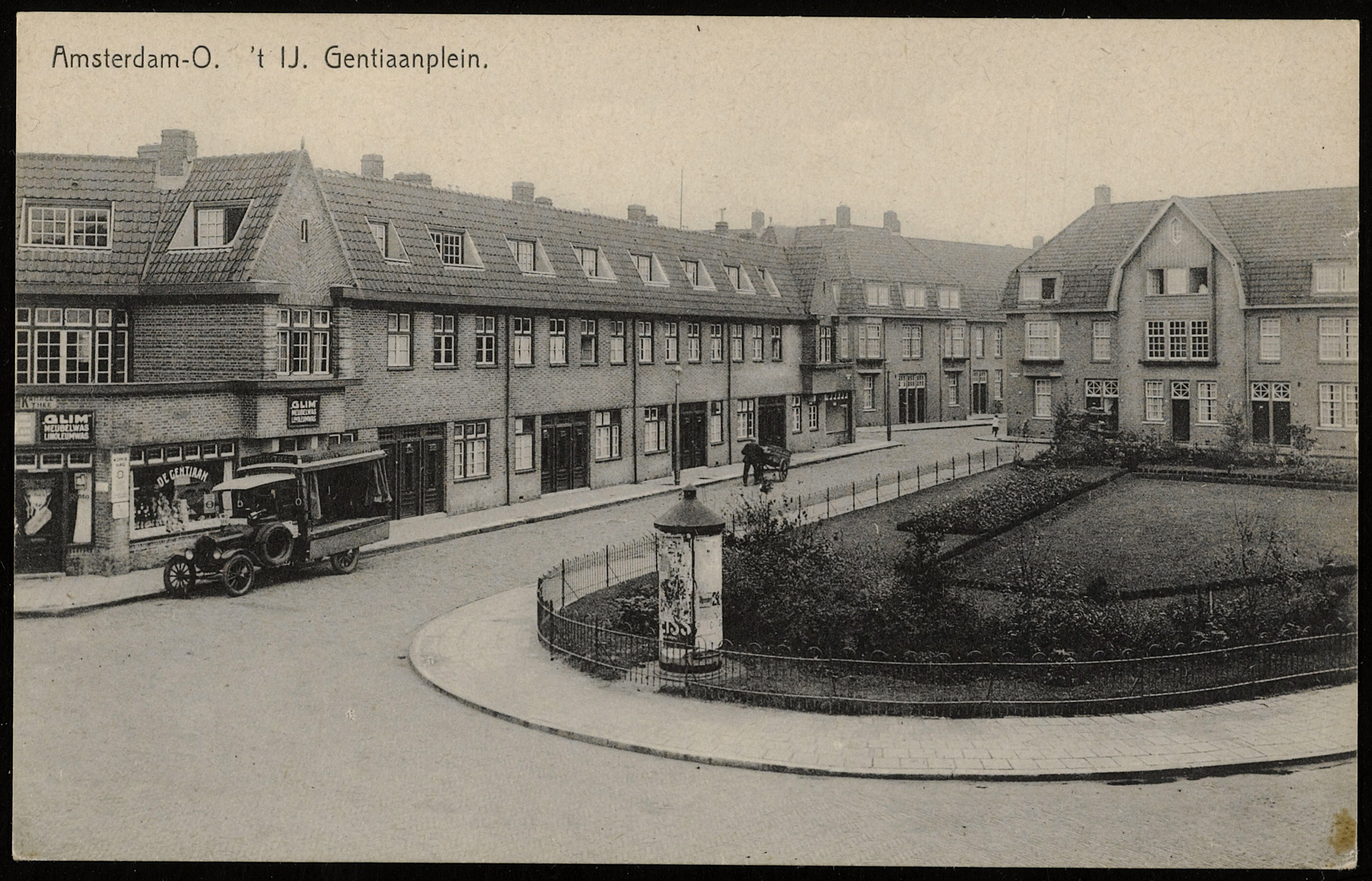
Gentiaanplein in 1930
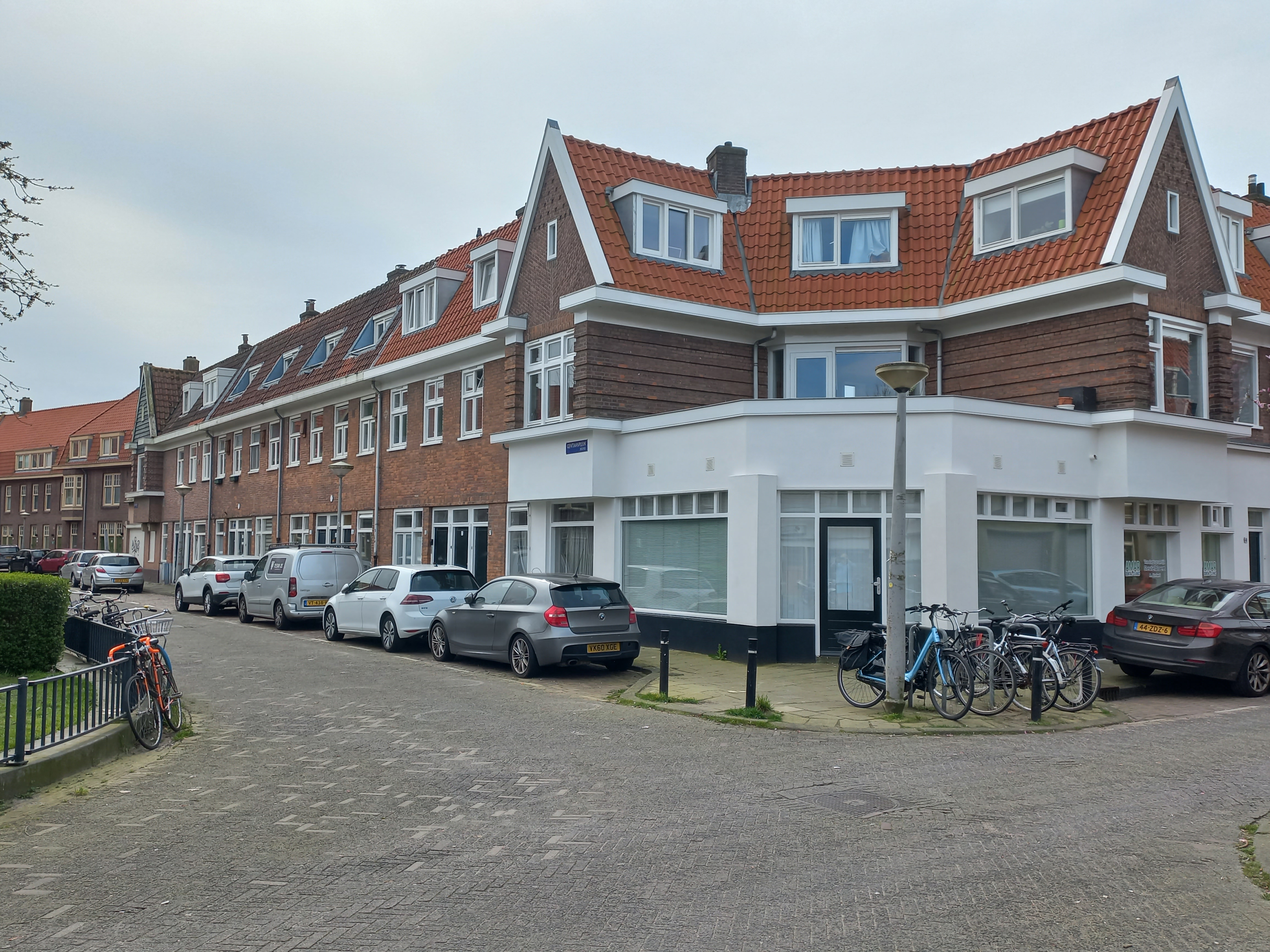
Gentiaanplein, werk van Rutgers (maart 2024)
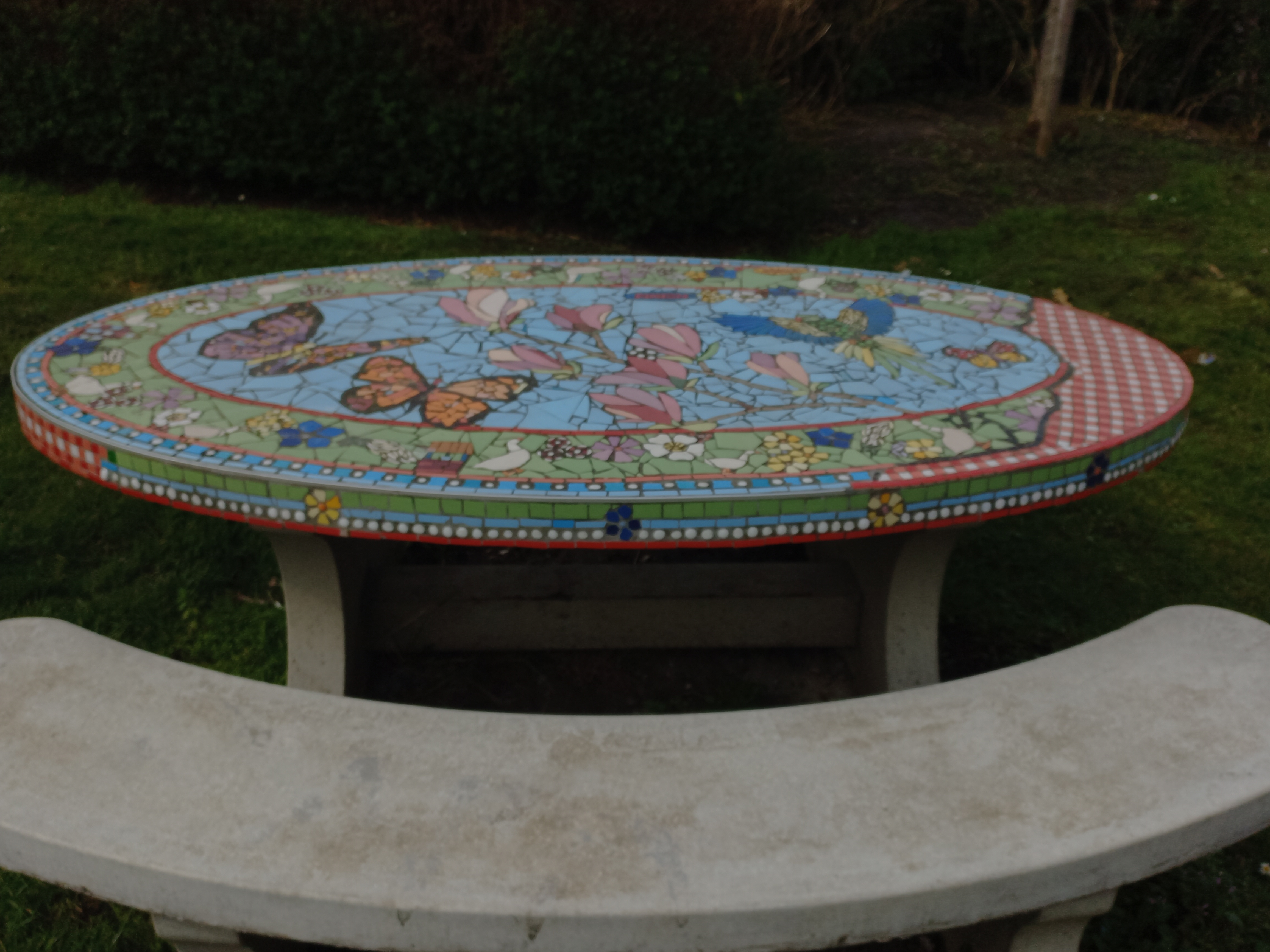
Mozaïektafel (maart 20240
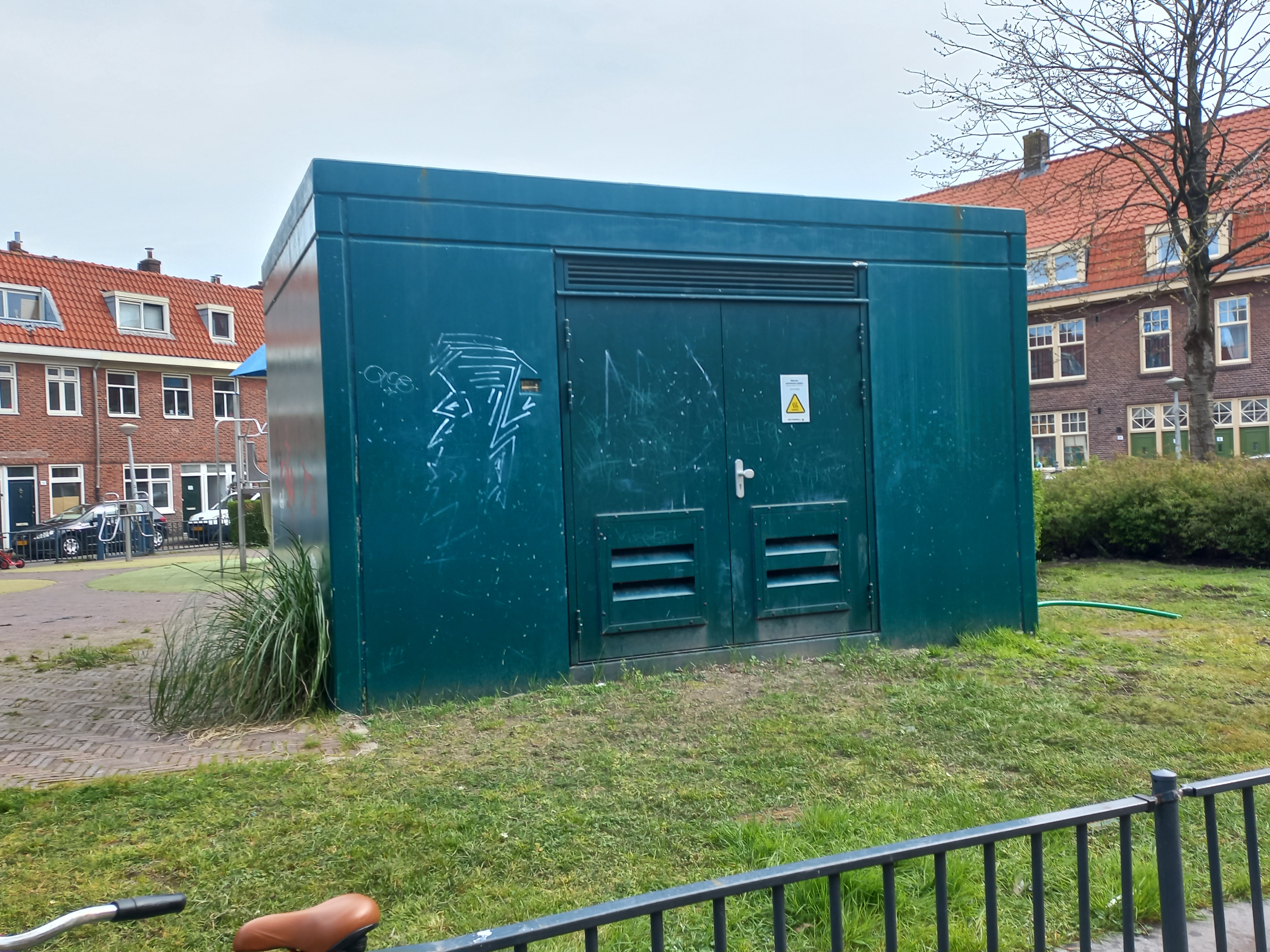
Onbestemd gebouw (maart 2024)